# Zhumadian
Zhumadian, även stavat Chumatien, är en stad på prefekturnivå i södra Henan-provinsen i centrala Kina. Den ligger omkring 200 kilometer söder om provinshuvudstaden Zhengzhou.

## Historia
Zhumadian hette tidigare Yicheng, vilket betyder "kurirstation" och syftar på stadens tidigare roll i det gamla kejserliga kurirsystemet.
Staden och dess omnejd hör till de områden som drabbats hårdast av den HIV-epidemi som härjat i Henan-provinsen sedan 1990-talet.

## Administrativ uppdelning
Zhumadian indelas i ett stadsdistrikt, som omfattar själva staden, och nio härad som omfattar prefekturens lantliga delar.
- Stadsdistriktet Yicheng (驿城区)
- Häradet Runan (汝南县)
- Häradet Pingyu (平舆县)
- Häradet Xincai (新蔡县)
- Häradet Shangcai (上蔡县)
- Häradet Xiping (西平县)
- Häradet Suiping (遂平县)
- Häradet Queshan (确山县)
- Häradet Zhengyang (正阳县)
- Häradet Biyang (泌阳县)

## Klimat
Genomsnittlig årsnederbörd är 1 142 millimeter. Den regnigaste månaden är augusti, med i genomsnitt 255 mm nederbörd, och den torraste är januari, med 17 mm nederbörd.